# Ungeheuer

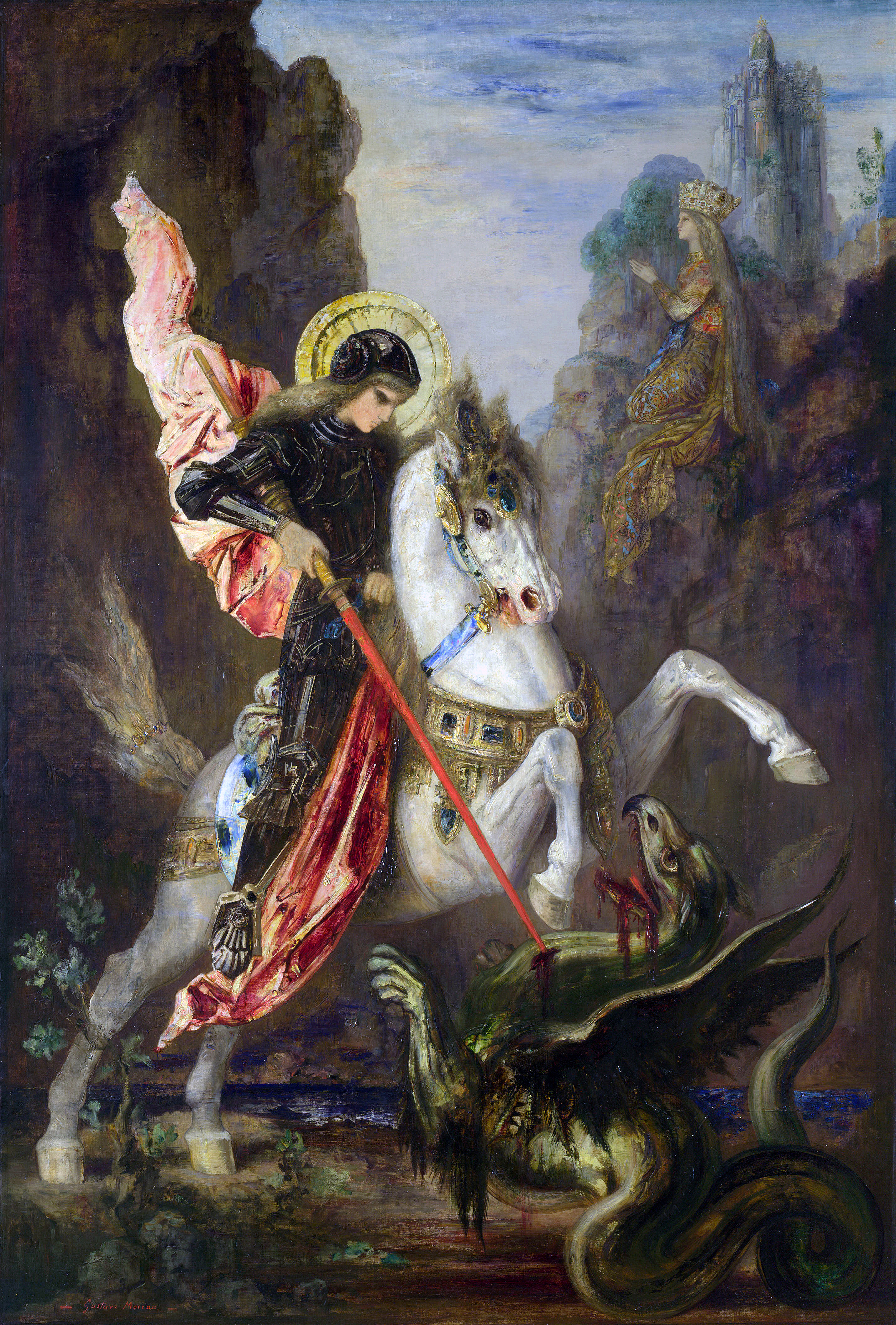
Der Heilige Georg bekämpft einen Drachen (Gemälde von Gustave Moreau, 1889)

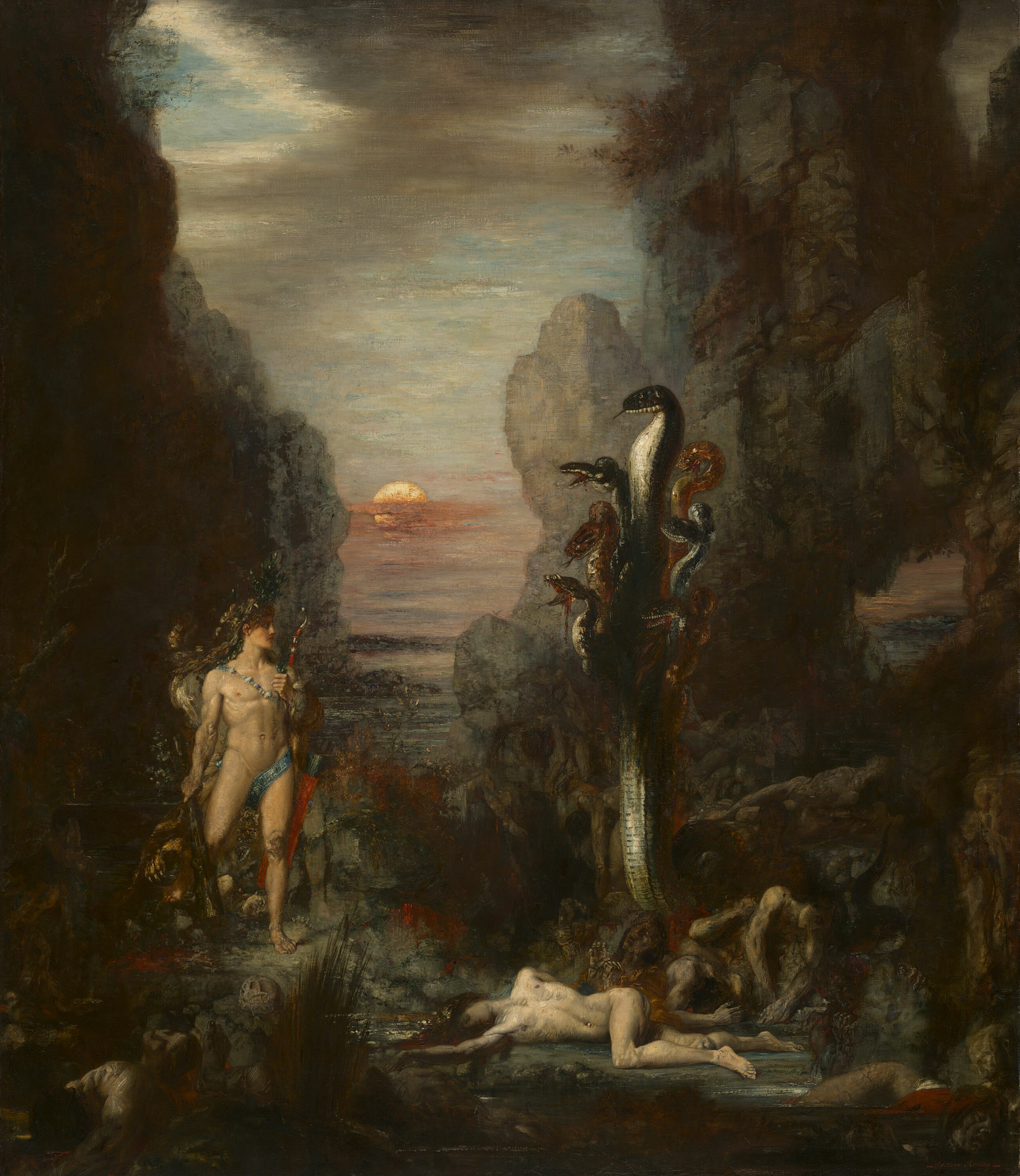
Herkules und die Lernäische Hydra (Gemälde von Gustave Moreau, 1876)

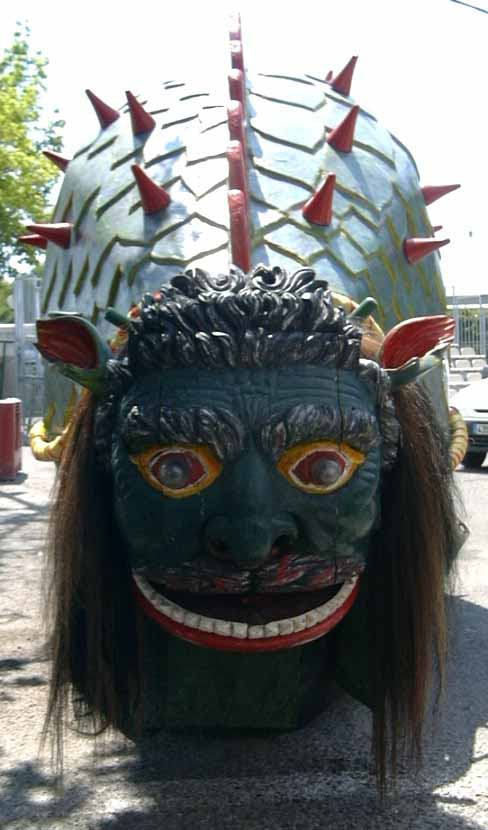
Tarasque – ein Drache aus der französischen Mythologie (Tarascon, 2004)

Ungeheuer oder Ungetüm ist ein Ausdruck für Geschöpfe, in der Regel imaginäre Phantasietiere („Untiere“), die sich durch Größe, Stärke oder auch Hässlichkeit hervorheben. Monster oder Monstrum bezeichnet ein widernatürliches, meist hässliches und angsterregendes Gebilde oder eine Missbildung. Auf tatsächlich lebende Personen bezogen bedeutet Ungeheuer auch Scheusal oder Unmensch.

## Definition
Das Wort Ungeheuer stammt von althochdeutsch ungehiuri „unheimlich“ (schrecklich, spukhaft, gespenstisch, grausig, ungeheuer) als Gegensatz zu gehiure „geheuer“ (behaglich, sanft, friedlich), das abgeleitet ist von hiuri „ruhige“: zur gleichen Siedlung oder Hausgemeinschaft gehörige Geister oder deren Zustand bezeichnend.
Die Bezeichnung „Monster“ leitet sich von lateinisch monstrum „Mahnzeichen“, sowie monstrare „zeigen“ und monere, „mahnen, warnen“ ab. Im engeren Sinn ist meist ein im Verhältnis zu einem eher idealtypisch gesehenen Menschen ungestaltes Wesen gemeint. Dessen Missgestalt findet seinen einzigen Zweck zunächst im Verweis auf das Maß – ein Ideal in körperlicher wie ideeller Hinsicht. Vor allem im Umkreis des theologischen Denkens der Kirchenväter und des Mittelalters ist das Monstrum ein Mahnzeichen, das die Gläubigen auf die Gefahren und Folgen eines Abweichens vom rechten Glauben hinweisen soll, das also bewusst von Gott gesetzt ist. Isidor von Sevilla leitete in seinen Etymologien (11, 3) dementsprechend die Bezeichnung ab von lateinisch monitum, „Andeutung, Prophezeiung“. Monster in diesem Bildbereich konnten Tiere, mythologische Mischwesen, aber durchaus auch „menschliche Wesen“ sein (Augustinus von Hippo: monstra sunt in genere humano „Monster sind Teil des Menschengeschlechts“), welche als Wundervölker beschrieben wurden. Der Ausdruck Monster findet Eingang in den allgemeinen Sprachgebrauch über die Literatur. Er wird zum ersten Mal 1818 von Mary Shelley in Frankenstein oder der moderne Prometheus verwendet.

## Hintergründe
Der Ausdruck Ungeheuer wird heute meist auf eine phantastische Kreatur mit stark erschreckenden Anteilen, jedoch auch umgangssprachlich auf alltägliche Dinge angewendet, die die oben genannten Kriterien erfüllen. 
Ungeheuer als fiktive Kreaturen haben ihren Ursprung meist in der Phantasie der Menschen oder in Albträumen und symbolisieren Ängste, die in Mythen bzw. Märchen personifiziert leichter verarbeitet werden können. In der Mythologie werden missgebildete Menschen (z. B. Zyklopen) und Mischwesen als Monster bezeichnet. Sie haben zuweilen Tierkörper und Tierköpfe (z. B. der Greif oder Drachen), Tierkörper und menschliche Köpfe (z. B. die Sphinx mit Frauenkopf und Löwinnenkörper oder Zentauren mit Menschenoberkörper und Pferdeleib). Daneben finden sich auch Darstellungen von tierköpfigen (theriokephalen) Dämonen und sogar Göttern (besonders in Ägypten) mit mindestens menschengestaltigen Beinen.
Auch aus der Kryptozoologie werden regelmäßig Sichtungen von „real“ existierenden Ungeheuern gemeldet. Prominentes Beispiel ist das Ungeheuer von Loch Ness. Neben derart fantastischen und extrem unwahrscheinlichen Wesen gibt und gab es aber immer wieder Sichtungen von Ungeheuern, die sich als real entpuppten (etwa der Komodowaran, der Berggorilla, die Riesenkalmare oder der Riesenmaulhai), oder zumindest mit relativ großer Wahrscheinlichkeit existieren könnten.
Sie haben die Funktion von Schreckgespenstern oder Ungeheuern und führen Kindern das Grauen sowie auch mögliche Antworten darauf vor Augen (Kinderschreckfigur).
In Anlehnung daran bezeichnete man früher auch brutale, unsittliche Menschen als Ungeheuer; als Monstren wurden auch Missgeburten oder Menschen mit Missbildungen bezeichnet. Heutzutage findet man diese Bezeichnungen nur noch selten im täglichen Sprachgebrauch. 
Der französische Diskurstheoretiker Michel Foucault verwendet in seiner Vorlesung mit dem Titel Die Anormalen (Les Anormaux) den Begriff Monster als Rechtsbegriff, um ein "extremes und extrem seltenes Phänomen" zu definieren, welches "durch seine bloße Existenz einen Gesetzesbruch" darstellt und damit "das Unmögliche und Verbotene kombiniert".
In vielen Filmen, insbesondere im Genre des Horrorfilms, treten Ungeheuer als Filmmonster auf. Die Sesamstraße führte einen neuen, liebenswerten Monstertyp ein, dessen bekanntester Vertreter wohl das Krümelmonster ist. Ähnlich humorvoll gestaltet sind Elliot, das Schmunzelmonster oder die Hauptdarsteller im Animations-Film Die Monster AG.
Einen anderen liebenswerten Monstertyp hat Dietlind Neven-du-Mont in ihrem Buch Das Getüm (1970) geschaffen. Eine literarische Umsetzung stammt von J. Rodolfo Wilcock in seinem Buch der Monster (1978/1981).
Eine Sonderausstellung des Germanischen Nationalmuseums Nürnberg widmete sich von Mai bis September 2015 Monstermythen vom Mittelalter bis in die Gegenwart mittels Darstellungen in Büchern, Gemälden, Skulpturen, Kinoplakaten und Filmausschnitten.

## Berühmte Monster

### Bekannte Ungeheuer oder Monster
- Antipoden
- Basilisk
- Blemmyae
- Butzemann / Boogeyman
- Cthulhu
- Drachen
- Digimon – Digitale Monster (eine Schöpfung des Spielzeugherstellers Bandai)
- Einhorn
- Elliot, das Schmunzelmonster
- Fliegendes Spaghettimonster
- Frankensteins Monster
- Godzilla (siehe Tōhō-Studios; kaiju)
  - Gamera
  - Mothra
  - Rodan
- Gorgonen
  - Medusa
  - Stheno
  - Euryale
- Mumien
- Hydra – ein neunköpfiges Seeungeheuer der griechischen Mythologie
- Gremlin
- Grendel
- Hulk
- Jabberwocky
- King Kong – übergroßer Gorilla, der seit Anfang des 20. Jahrhunderts als Filmfigur verarbeitet wird
- Kobolde/Bilwis
- Krümelmonster in der Kinderserie Sesamstraße
- Lindwurm – Drache der germanischen Mythologie
- Pokémon – Poketto Monsutā (Pocket Monster; eine Schöpfung des Videospielherstellers Game Freak)
- Roch – ein übergroßer Vogel, der unter anderem in den Erzählungen von Tausendundeine Nacht verarbeitet wurde
- Skylla und Charybdis
- Sphinx, ein Löwe mit Menschenkopf (entstanden im Alten Ägypten)
- Tarasque – Drache, der im südfranzösischen Dorf Nerluc (heute Tarascon) sein Unwesen trieb
- Werwolf – halb Mensch und halb Wolf
- Zombie – wandelnder Toter

### Werke, in denen Ungeheuer eine bedeutende Rolle spielen
- Mythos von Bellerophon
- Beowulf
- Call of Cthulhu
- Die Schöne und das Biest, traditionelles Volksmärchen aus Frankreich (ca. 18. Jhd.), das mehrmals verfilmt und als Musical inszeniert wurde
- Dracula
- Frankenstein
- Drachentöter-Legende des Heiligen Georg
- Die zwölf Arbeiten des Herakles („Dodekathlos“) für Eurystheus
  - Nemëischer Löwe
  - Lernäische Schlange
  - Kerynitische Hirschkuh
  - Erymanthischer Eber
  - Stymphalische Vögel
  - Kretischer Stier
  - Rosse des Diomedes (Menschenfresser)
  - Geryon
  - Kerberos
- Der Hobbit
- Harry Potter (Roman- und Filmreihe)
- Der Herr der Ringe
- Jabberwocky, in Through the Looking Glass
- Hans und die Bohnenranke
- Heilige Martha und die Tarasque (Sage)
- Charaktere im Film Die Monster AG
- Die Odyssee
- Mythos des Perseus
- Theseus und Minotauros
- Alien (Filmreihe)

### Mathematik
- Die Monstergruppe ist die mächtigste sporadische einfache Gruppe.
- Das Babymonster ist eine etwas kleinere, aber immer noch sehr gewaltige sporadische einfache Gruppe.

### Numismatik
- Die Interimstaler zeigen ein Ungeheuer mit drei Köpfen und einer speienden Fratze zur Verspottung des Augsburger Interims.